# Villa Primavesi

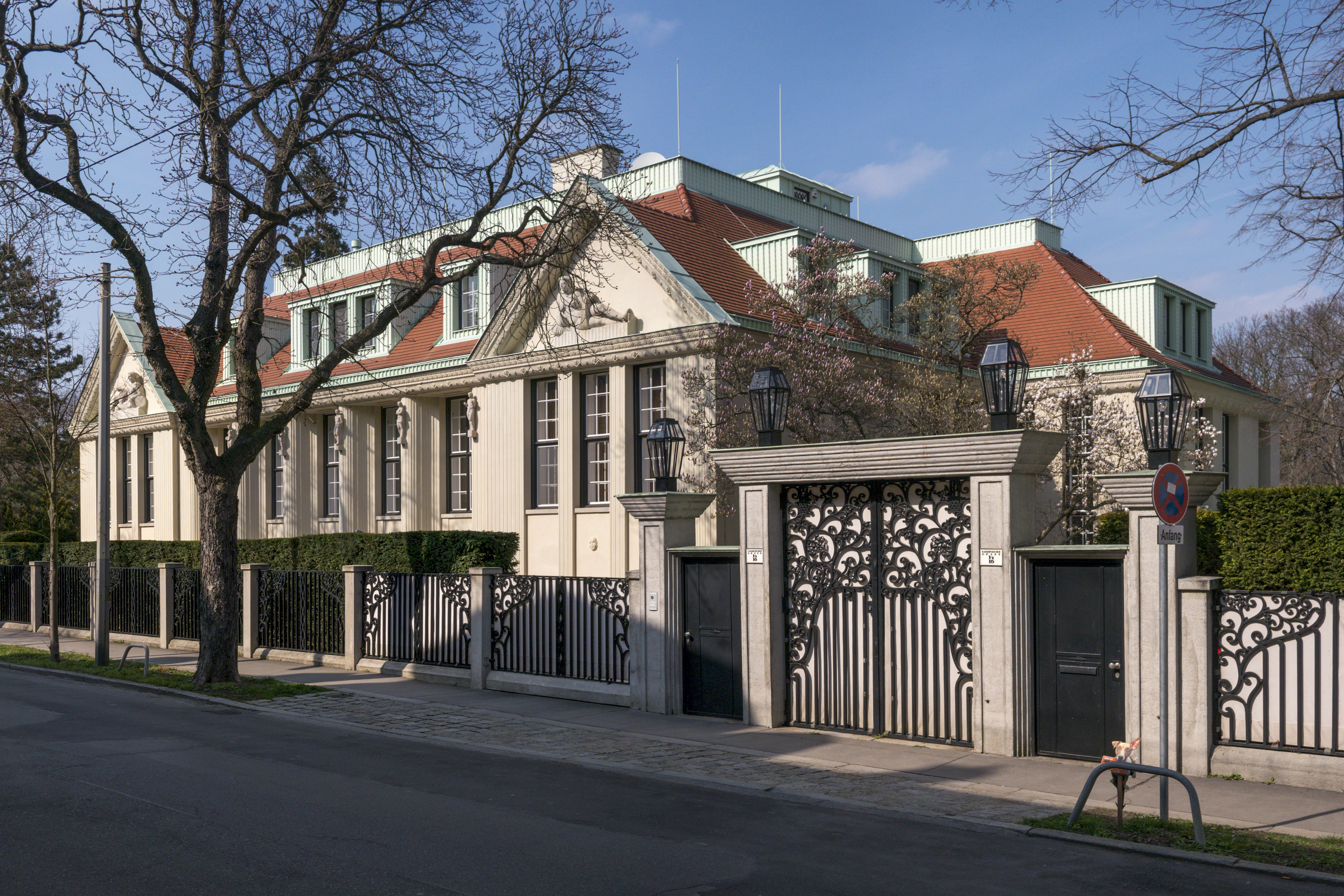
Villa Primavesi in Wien

Die Villa Primavesi (auch: Villa Skywa-Primavesi) in der Gloriettegasse 14–16 in Wien-Hietzing ist eines der bekanntesten Gebäude des österreichischen Architekten Josef Hoffmann.
Die Villa sollte nicht mit der Vila Primavesi in Olomouc (Olmütz) verwechselt werden.

## Beschreibung
Der repräsentative Bau wurde 1913 bis 1915 für den aus Olmütz gebürtigen Industriellen und Großgrundbesitzer und Reichsratsabgeordneten Robert Primavesi und seine erheblich jüngere Lebensgefährtin Josefine Skywa errichtet. Er wurde nach 1945 als gewerkschaftliches Schulungsheim genutzt, zeitweilig war er als Dienstvilla des Bundespräsidenten im Gespräch. Der Österreichische Gewerkschaftsbund verkaufte das Objekt schließlich 2005 an den Aluminiumindustriellen Peter König, der das Haus denkmalgerecht sanieren ließ, allerdings unter Hinzufügung einer Tiefgarage für seine Oldtimersammlung. Zuvor war geplant, das Objekt für die Klavierfabrik Bösendorfer zu nutzen, Anrainerproteste gegen einen geplanten Zubau verhinderten jedoch dieses Projekt.
Hoffmanns Jugendstilgarten ist trotz einer Umgestaltung 1956 in der Erscheinung erhalten. Er gehört zu den bedeutendsten gartenarchitektonischen Denkmalen Österreichs und ist im Denkmalschutzgesetz genannt (Nr. 51 im Anhang zu § 1 Abs. 12 DMSG).